# National Stock Exchange of India
National Stock Exchange of India este o bursă din India, cu sediul la Mumbai. Fondată în 1992, bursa este depășită în cadrul pieței de capital indiene de Bombay Stock Exchange.